# Caledonia, Wisconsin
Caledonia là một làng thuộc quận Racine, tiểu bang Wisconsin, Hoa Kỳ. Năm 2006, dân số của làng này là 23614 người.